# Coronilla sigillata
Coronilla sigillata är en spindelart som beskrevs av Wang 1994. Coronilla sigillata ingår i släktet Coronilla och familjen mörkerspindlar. Inga underarter finns listade i Catalogue of Life.